# The Patent Leather Kid
The Patent Leather Kid (bra Entre Luvas e Baionetas) é um filme mudo norte-americano de 1927, dos gêneros drama romântico e guerra, dirigido por Alfred Santell, com roteiro de Adela Rogers St. Johns e Winifred Dunn baseado no conto "The Patent Leather Kid", de Rupert Hughes, publicado no livro The Patent Leather Kid and Several Others (1927).

## Produção

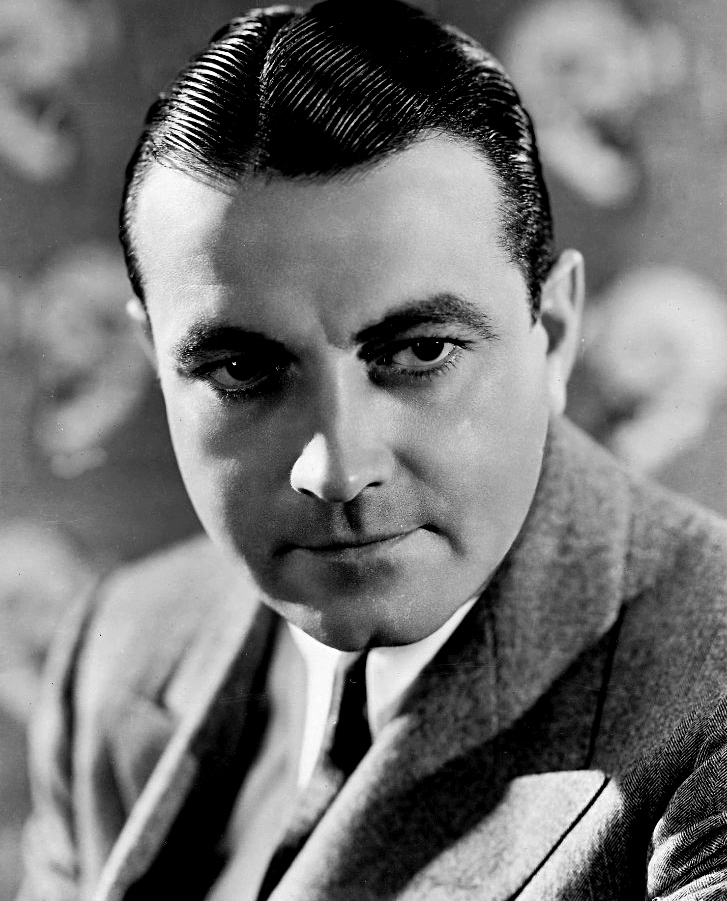
Richard Barthelmess em 1934. Ator favorito de D. W. Griffith, viu sua carreira declinar em meados da década de 1930; abandonou o cinema após The Spoilers (1942). Morreu em 1963, aos 68, de câncer de garganta.

O filme deu a Richard Barthelmess uma das duas indicações ao Oscar de Melhor Ator, na primeira edição do prêmio instituído pela Academia (a outra foi para The Noose). Ele recebeu 375 mil dólares por sua atuação.[carece de fontes?]
Segundo Ken Wlaschin, este é um dos 11 melhores filmes do astro.

## Sinopse
Boxeador vê chegar a Primeira Guerra Mundial e faz o que pode para não ser chamado, até que sua namorada obriga-o a se alistar. Na Europa, torna-se um soldado valoroso, porém é ferido severamente após ato de bravura. Paraplégico, retorna à pátria e saúda a bandeira em cena tocante.

## Premiações
| Prêmio     | Categoria   | Recipiente          | Situação |
| ---------- | ----------- | ------------------- | -------- |
| Oscar 1929 | Melhor ator | Richard Barthelmess | Indicado |

## Elenco
| Ator/Atriz          | Personagem         |
| ------------------- | ------------------ |
| Richard Barthelmess | Leather Kid        |
| Molly O'Day         | Curley Boyle       |
| Lawford Davidson    | Tenente Hugo Breen |
| Matthew Betz        | Jake Stuke         |
| Arthur Stone        | Jimmy Kinch        |
| Raymond Turner      | Mobile Molasses    |
| Hank Mann           | Sargento           |
| Walter James        | Riley              |
| Lucien Prival       | Oficial alemão     |
| Nigel De Brulier    | médico francês     |